# Synagoge (Jabluniw)

Circa 1910

Die hölzerne Synagoge in Jabluniw, einer Stadt in der Oblast Iwano-Frankiwsk im Westen der Ukraine, wurde in der zweiten Hälfte des 17. Jahrhunderts errichtet. Sie wurde im Ersten Weltkrieg zerstört.

## Geschichte
Der Bau begann circa 1650; das älteste gesicherte Datum ergibt sich aus der Inschrift 1674 über dem Toraschrein. Die reichhaltigen Wandgemälde wurden in Etappen von diesem Datum bis 1727 durchgeführt. Unter anderem Ende des 19. Jahrhunderts und 1910 wurden äußere Anbauten sowohl errichtet als auch andere abgerissen.
Zu Beginn des Ersten Weltkriegs wurde die Synagoge am 6. November 1914 von der russischen Armee abgebrannt.

## Architektur
Das längliche Gebäude war mit einem zweistufigen Walmdach bedeckt, dessen oberer Teil zur Spitze hin in ein Giebeldach überging. An der Nordwand waren (zu verschiedenen Zeiten verschiedene) Anbauten. Im Westen war ein Vorbau, der zunächst offen war. Dessen unterer Teil wurde aber später mit Brettern verschlossen, so dass nur die Veranda darüber offen blieb.
Der Zugang im Westen führte durch das Vestibül mit zwei Räumen zu beiden Seiten in die wenige Stufen tieferliegende Haupthalle. Über der Vorhalle befanden sich die Gebetsräume der Frauen.
Als einzige bekannte Holzsynagogen aus dieser Zeit und dieser Gegend hatte der Innenraum eine ebene Decke und kein Gewölbe wie zum Beispiel die Synagoge in Hwisdez.
Die Wände waren mit mehrfarbigen Wandgemälden reich verziert.
Die Bima stand nahe dem Eingang vom Vestibül und damit nicht in der Mitte des Raumes, aber in der Mitte des Gesamtgebäudes. Sie war in der Form einer achteckigen Laube.
Der Toraschrein an der Ostwand stand auf einem Sockel. Er war reich verziert und bestand aus zwei Ebenen, in der oberen befanden sich die Gesetzestafeln.